# Németh Lajos (tanító)
Németh Lajos, noszlopi és sömjéni (Bőny, 1842. április 1. – Békéscsaba, 1911. október 8.) evangélikus népiskolai igazgató-tanító.

## Életútja
Tanulmányait a soproni evangélikus tanítóképzőben végezte. Tanítói működését Téten (Győr megye) kezdte; 1868-ban Békéscsabára választották meg, ahol a legnagyobb magyarországi evangélikus gyülekezetben folytatta munkásságát. A békésvármegyei nyugalmazott tanítók 1907. február 24-én Békéscsabán tartott értekezletükön elnökké választották.
Szaklapokba és hírlapokba sok cikket írt.

## Munkái
- Olvasókönyv ág. hitv. evang. elemi népiskolák III. és IV. oszt. számára. Budapest, 1885. (2. kiadás. Budapest, 1893.).
- Bibliai történetek. Békéscsaba, 1898. (4. javított kiadás.).
- Számvetési példatár. Békéscsaba, 1897.